# Veciana
Veciana település Spanyolországban, Barcelona tartományban. Lakosainak száma 172 fő (2024).

## Földrajza
Veciana Els Prats de Rei, Copons, Sant Guim de Freixenet, Pujalt, Jorba és Argençola községekkel határos.

## Népesség
A település lakosságának változását az alábbi diagram mutatja:
| Lakosok száma | 276  | 367  | 511  | 500  | 192  | 169  | 172  | 176  | 182  | 172  |
|               | 1717 | 1887 | 1936 | 1960 | 1986 | 2004 | 2009 | 2014 | 2019 | 2024 |